# Mireille Cifali
Mireille Cifali est une historienne et psychanalyste suisse, elle apporte une contribution majeure à l'épistémologie clinicienne dans les sciences humaines et sociales, en particulier entre démarche artistique et dispositifs de formation. Elle est professeure honoraire de sciences de l’éducation à l'université de Genève.

## Biographie
Mireille Cifali est née Lecoultre dans une famille originaire du Chenit (Canton de Vaud), aux racines huguenotes. Elle réalise des études de lettres et d'histoire à l’université de Neuchâtel puis poursuit sa formation en sciences de l’éducation à l’université de Genève, tout en entreprenant une psychanalyse à Paris avec Pierre Thèves. Elle soutient sa thèse de doctorat en 1979 sous la direction de Michel de Certeau, thèse dont une partie est éditée sous le titre de Freud pédagogue ? Psychanalyse et éducation (1982). Historienne et psychanalyste, Mireille Cifali devient en 1973 assistante des professeurs Michael Huberman et Constance Kamii, au sein de la section de sciences de l'éducation de l’université de Genève, puis chargée de cours (1981), professeur adjoint (1986, sous l’intitulé « Apports des théories psychanalytiques au champ éducatif »), et enfin professeur ordinaire en 1997, dans une chaire intitulée « Analyse du lien éducatif ». Elle travaille dans le secteur « Formation d'adultes » du Laboratoire Recherche Intervention Formation Travail (RIFT). Elle crée avec Daniel Hameline la Fondation des Archives Institut Jean-Jacques Rousseau (1984). En 2010, elle devient professeur honoraire.

## Orientations épistémologiques
Les premiers travaux de Mireille Cifali ont comme objet Freud et son rapport au champ de l’éducation et de l’enseignement. Ils se situent dans le domaine de ce qui fut nommé « la psychanalyse appliquée ». Ses travaux interrogent et sont interrogés par des auteurs tels que Catherine Millot et plus récemment Danièle Milhaud-Cape. Mireille Cifali a tenté de cerner les enjeux épistémologiques de la psychanalyse lorsqu’elle s’exporte hors la cure psychanalytique. Sur le plan clinique, ses travaux de recherche s'inscrivent dans le courant clinique d'orientation psychanalytique en sciences de l'éducation, approche qu'elle a ainsi largement contribué à définir en sciences de l’éducation,. 
Dans la perspective de contribuer à la visibilisation de ce courant, elle a créé, en 2003, dans le cadre du réseau francophone Recherches en éducation et formation (REF) des symposiums cliniques, à l'intention d'universitaires cliniciens engagés dans des recherches touchant à la clinique de la formation. Cinq ouvrages ont été publiés (voir ouvrages co-dirigés), ainsi qu'un dossier intitulé « Clinique du négatif : enseignement et formation en tensions », publié dans les Cahiers de psychologie clinique. Elle a approfondi cette épistémologie de recherche et de formation, revendiquant en particulier une subjectivité travaillée, la prise en compte de la temporalité dans les pratiques et la singularité des situations lorsque celles-ci sont pensées. Elle est proche du courant de la psychosociologie clinique incarné par Eugène Enriquez, Florence Giust-Desprairies, notamment avec le CIRFIP, dans la Nouvelle revue de psychosociologie, et d’une clinique du travail, telle que la pratique Thomas Périlleux. 
Les travaux de Mireille Cifali sont en lien épistémologique avec ceux menés dans le domaine par Jacques Lévine et Jeanne Moll, de l'AGSAS,, Claudine Blanchard-Laville avec en particulier Cliopsy, Jacques Nimier, les travaux de Joseph Rouzel.

## Travaux

### Histoire de la psychanalyse en Suisse
En tant qu’historienne, Mireille Cifali cherche d’abord à saisir comment, dès le début du XXe siècle, des pédagogues se préoccupent de psychanalyse : entre éducation et psychanalyse, entre psychanalyse et pédagogie, en particulier en Suisse. Elle s'inscrit dans une tradition de « pédagogie psychanalytique », inaugurée par Anna Freud ou encore August Aichhorn qui a vu naître l'intérêt des pédagogues pour la psychanalyse dès ses débuts. Ses travaux en retracent les espoirs, les avancées et les échecs. Elle étudie particulièrement les travaux des enseignants, des psychanalystes et des médecins suisses qui s'efforcèrent de transformer l'éducation et l'enseignement, notamment Oskar Pfister, Hans Zulliger, ou encore Charles Baudouin. Elle contribue plus spécifiquement à la construction de l’histoire de la psychanalyse en Suisse, en particulier à Genève, elle s'intéresse à la personnalité de Théodore Flournoy, professeur de psychologie à l'université de Genève et à ses recherches liées à la parapsychologie et au spiritisme, et en lien avec la médium Hélène Smith. Elle écrit également à propos de Sabina Spielrein et de la rupture entre Carl Gustav Jung et Sigmund Freud.

### La relation éducative et formative
Les travaux de recherche de Mireille Cifali concernent les « métiers de la relation », avec une attention particulière portée à la dimension affective des gestes et des paroles professionnels. Elle étudie particulièrement la dimension relationnelle des métiers, là où la raison et les sentiments se mêlent. Elle a apporté sa contribution à la compréhension des épreuves que traverse tout humain, que ce soit la séparation, la mort, l'agressivité, l'angoisse, la sexualité, s'attachant à favoriser la prise de conscience par les acteurs de leur propre subjectivité, tant professionnelle que privée. Des éléments de ces recherches sont publiés dans de nombreux articles scientifiques et dans son ouvrage Le lien éducatif : contre-jour psychanalytique. Mireille Cifali œuvre dans la formation des métiers de l’enseignement, de l’éducation et du soin pour que la dimension relationnelle d’altérité soit ainsi mise au travail, afin d'en éviter les écueils destructeurs. Dans cette perspective, elle accompagne des professionnels à partir des récits de situations de travail qui leur posent question et les confrontent à des dilemmes. Elle utilise en effet, dès 1982, les récits de pratique professionnelle pour transmettre des connaissances et en construire. Elle interroge ainsi le rapport de la science à la littérature, rejoignant ceux qui œuvrent à une poétique du savoir, tels Michel de Certeau ou Jacques Rancière. Cet intérêt est présent dans son ouvrage copublié avec Alain André, Écrire l'expérience (2007). Elle participe au courant qui cherche à donner aux praticiens de la relation les moyens d’écrire leurs expériences, de les théoriser et de les publier. Elle contribue à théoriser le développement de l'analyse des pratiques dans ce qu'elle nomme « les métiers du lien ». Elle s’est également intéressée à la pratique d’accompagnement des professionnels, pratique porteuse de possibles dégagements.

## Publications
Une bibliographie plus complète est disponible sur le site personnel (cf. liens externes) 

### Ouvrages
- (1982) Freud pédagogue ? Psychanalyse et éducation, Paris, InterÉditions.
- (1994) Le lien éducatif : contre-jour psychanalytique. Paris, PUF, 6e éd.
- (2018) S'engager pour accompagner. Valeurs des métiers de la formation, PUF.
- (2019) Préserver un lien. Éthique des métiers de la relation, Paris, PUF, 352 p.[21].
- (2020) Tenir parole. Responsabilités des métiers de la transmission, Paris, PUF, 336 p.,  (ISBN 978-2-13-082538-8)[22].

### Ouvrages coécrits
- (1985/2003) avec Jeanne Moll, Pédagogie et psychanalyse (Sélection commentée de textes inédits parus dans la Zeitschrift fur psychoanalytische Pädagogik). Paris : Dunod ; (2003) 2e tirage Paris : L’Harmattan.
- (1998) avec Francis Imbert, Freud et la pédagogie. Paris : Presses universitaires de France ; (2013)
- (2006) avec Bessa Myftiu  Dialogue et récits sur la différence. Nice: Paradigme.
- (2007) avec Alain André, Écrire l’expérience. Vers la reconnaissance des pratiques professionnelles. Paris : PUF.

### Ouvrages codirigés
- (2006) avec Florence Giust-Desprairies, De la clinique : engagement pour la formation et la recherche. Bruxelles : de Boeck.
- (2008) avec Florence Giust-Desprairies, Formation clinique et travail de la pensée. Bruxelles : De Boeck.
- (2010) avec Michelle Bourassa & Mariette Théberge, Cliniques actuelles de l’accompagnement. Paris : L’Harmattan.
- (2012) avec Thomas Périlleux, Les métiers de la relation malmenés. Répliques cliniques. Paris : L’Harmattan.
- (2015) avec Florence Giust-Desprairies & Thomas Périlleux, Processus de création et processus cliniques. Paris : PUF.
- (2017) avec Sophie Grossmann & Thomas Périlleux, Présences du corps dans la formation et l’enseignement, Clinique d’une absence. Paris : L’Harmattan.
- (2019) avec Florence Giust-Desprairies & Thomas Périlleux, Travail des affects en recherche et formation. Approches cliniques. Paris : L’Harmattan.
- (2022) avec Long Pham Quang & Christophe Roiné, Éthique de l’intériorité dans les pratiques contemporaines de la formation et de la recherche, Paris : L’Harmattan, coll. « Santé Éthique Formation »  (ISBN 978-2-14-029202-6)
- (2024) avec Florence Giust-Desprairies & Thomas Périlleux, Démarches artistiques pour la recherche et la formation. Paris : L’Harmattan, coll. « Clinique et changement social »

### Articles et chapitres récents
- (2013) (co-dir.) « Clinique du négatif : enseignement et formation en tension », avec Thomas Périlleux, Cahiers de psychologie clinique, no 41, p. 7-190
- (2016) Le corps angoissé dans l’enseignement : la force d’une vulnérabilité, in Christine Delory-Momberger (dir.), Éprouver le corps. Corps appris, corps apprenant, Toulouse, Érès, p. 21-31.
- (2017) Action poétique dans le monde de la science et de la formation, in Gilles Amado, Jean-Philippe Bouilloud, Dominique Lhuillier, Anne-lise Ulmann,  La créativité au travail. Paris : Erès,  p. 109-126.
- (2018) Freud et l’approche psychanalytique : un autre regard sur la relation éducative, Revue internationale d'éducation de Sèvres,  dossier « Figures de l’éducation dans le monde », no 79, p. 127-137.
- (2018) L’énigme de la voix, in Mireille Cifali, S. Grossman et Thomas Périlleux (dir.), Présences du corps dans l’enseignement et la formation. Approches cliniques, Paris, L’Harmattan, coll. « Clinique et changement social », p. 153-165.
- (2019) Le sentiment au risque de l’émotion, in Mireille Cifali, Florence Giust-Desprairies & Thomas Périlleux (dir.), Travail des affects en recherche et formation. Approches cliniques. Paris : L’Harmattan, p. 105-123.
- (2019) Préserver se conjugue, même au futur, Éducation permanente, « Former demain », septembre-décembre 2019, no 220-221, p. 15-23.
- (2022) « “Soyez !”, une optimisation du moi en actes et paroles », in M. Cifali, L. Pham Quang et C. Roiné, Éthique de l’intériorité dans les pratiques contemporaines de la formation et de la recherche. Paris : L’Harmattan, p. 23-42.
- (2022) « L’épistémologie de la clinique, un engagement ajusté dans les sciences de l’éducation et de la formation », Les Dossiers des Sciences de l’éducation, no 48, p. 77-87, [lire en ligne].
- (2024) « L’expérience d’un regard : approche sensible », in  Mireille Cifali, Florence Giust-Desprairies et Thomas Périlleux (dir.), Démarches artistiques pour la recherche et la formation. Paris : L’Harmattan, coll. « Clinique et changement social », p. 69-82.

### En ligne
- Cours à l'université de Genève, conférences, entretiens, archives sonores en écoute libre
- (2015) Maison d'Histoire, Université de Genève, Mireille Cifali, entretien réalisé avec Nadine Fink, 29.01.2015.
- (2015) « Une demi-heure avec Mireille Cifali », entretien réalisé avec Stéphane Michaud, HETS/GREN, Lausanne, 16.11.2015, en ligne.